# 유자청
유자청(柚子淸)은 유자로 만든 청이다.
유자 껍질만 이용해 만들기도 하며, 뜨거운 물이나 얼음물에 타서 유자차로 마신다. 유자청은 얇게 자른 유자를 꿀이나 설탕과 섞은 뒤 3~4개월 보관하여 유자 찌꺼기를 걸러 낸 것을 말한다. 유자청은 병에 담긴 형태로 상업적으로 판매되기도 하지만, 집에서 직접 만들 수도 있다. 유자 열매 자체는 매우 시고 쓴 맛을 내기 때문에, 차로 먹기에 적합한 맛을 내도록 가공하는 것이다. 유자청의 색은 황색을 띠며 마말레이드와 유사하게 보인다.